# Chris Pine
Chris Whitelaw Pine (Los Angeles, 26 augustus 1980) is een Amerikaans acteur. Hij is o.a. bekend van zijn rol als James T. Kirk in de Star Trek-reboot (2009) en diens vervolgfilms Star Trek Into Darkness (2013) en Star Trek: Beyond (2016), en als Steve Trevor in de films Wonder Woman (2017) en Wonder Woman 1984 (2020).

## Levensloop
Pine werd in 1980 geboren in een acteursfamilie. Zowel zijn vader Robert Pine, zijn moeder als zus Katie zijn acteurs. Daarnaast is hij het kleinkind van actrice Anne Gwynne.
Pine studeerde af van de Universiteit van Berkeley waar hij Engels studeerde. Hij studeerde ook aan de Universiteit van Leeds.
In 2003 speelde hij in een aflevering van de televisieserie ER. Het was zijn eerste rol. Gastrollen in andere televisieseries volgden. Een jaar later speelde hij een rol in de film The Princess Diaries 2: Royal Engagement. In 2006 is hij de tegenspeler van Lindsay Lohan in de film Just My Luck. Andere films waar hij in te zien is zijn onder meer Blind Dating, een romantische komedie uit 2006, de thriller Smokin' Aces en Bottle Shock uit 2008.
In 2008 kreeg hij de rol van James T. Kirk in de nieuwe langverwachte 11e Star Trek-film, die in mei 2009 in première ging. 
In september 2009 kwam de film "Carriers" uit waarin hij Chris Brian speelt, een man die met zijn vrienden aan een dodelijke grieppandemie probeert te ontkomen. In 2010 speelde hij in de film 'Unstoppable'. Hij nam wederom de rol van Captain Kirk op zich in Star Trek Into Darkness (2013) en Star Trek: Beyond (2016). In 2017 speelde hij in Wonder Woman waarin hij Steve Trevor speelt.

## Filmografie
- Biblioteca Nacional de España: XX1791265
- Bibliothèque nationale de France: cb155459994 (data)
- Gemeinsame Normdatei: 143939254
- International Standard Name Identifier: 0000 0001 1877 1370
- Library of Congress Control Number: no2006084525
- MusicBrainz: 09c3cebd-f16e-40c4-a101-4832f8fa2c19
- Nationale Bibliotheek van Tsjechië: xx0173787
- Nationale bibliotheek van Australië: 41360788
- Nationale Bibliotheek van Israël: 987007402397605171
- Nationale Bibliotheek van Polen: a0000003523565
- Nederlandse Thesaurus van Auteursnamen: 354936174
- Système universitaire de documentation: 143116525
- Trove: 1454326
- Virtual International Authority File: 64318577
- WorldCat: E39PBJf8wrW7xMjWkxMvM4RYfq